# Jill Lepore
Jill Lepore é uma historiadora e jornalista norte-americana. Ela é a professora de história na Universidade de Harvard e redatora da equipe do The New Yorker, onde contribui desde 2005. Ela escreve sobre a história dos Estados Unidos, direito, literatura e política.
Seus ensaios e resenhas também foram publicados no The New York Times, The Times Literary Supplement, The Journal of American History, Foreign Affairs e etc. Seu livro The Mansion of Happiness: A History of Life and Death (2012), foi finalista da Medalha Carnegie de Excelência em Não Ficção. The Secret History of Wonder Woman (2014) ganhou o American History Book Prize de 2015.

## Biografia
Lepore nasceu em 27 de agosto de 1966 e cresceu em West Boylston, uma pequena vila nos arredores de Worcester, Massachusetts. Seu pai era diretor de uma escola secundária e sua mãe era professora de arte. Lepore não tinha nenhum desejo inicial de se tornar historiadora, mas afirma querer ser escritora desde os seis anos de idade. Ela participou do Corpo de Treinamento de Oficiais da Reserva na Tufts University, começando com matemática. Eventualmente, deixou o grupo e mudou seu curso para inglês. Ela obteve seu bachareu em inglês em três anos, em 1987.
Depois de se formar na Tufts, Lepore conseguiu um emprego temporário como secretária na Harvard Business School, antes de retornar aos estudos. Ela recebeu um mestrado em cultura norte-americana pela Universidade de Michigan em 1990 e um Ph.D. em estudos norte-americanos pela Universidade de Yale em 1995, onde se especializou na história do início dos EUA.

## Carreira
Lepore lecionou na Universidade da Califórnia em San Diego de 1995 a 1996 e na Universidade de Boston a partir de 1996; ela começou em Harvard em 2003. Além de seus livros e artigos sobre história, em 2008 Lepore publicou um romance, Blindspot, co-escrito com Jane Kamensky, então professora de história na Brandeis University. Anteriormente, Lepore e Kamensky haviam co-fundado um jornal de história online chamado Common-place. Lepore é agora professora de história na Universidade de Harvard, onde ocupa uma cadeira e leciona história política norte-americana. Ela se concentra na falta de provas em registros históricos e artigos.
Lepore reúne evidências históricas que permitem aos estudiosos analisar processos e comportamentos políticos. Ela afirma: "A história é a arte de argumentar sobre o passado, contando uma história responsável por evidências".
Lepore tem contribuído para o The New Yorker desde 2005. Na edição de 23 de junho de 2014, ela criticou o conceito de destruição criativa, associado ao economista político nascido na Áustria Joseph Schumpeter. A resposta de um de seus colegas, o professor de Harvard Clayton M. Christensen, foi que seu artigo foi "um ato criminoso de desonestidade - em Harvard, em todos os lugares".
Em fevereiro de 2022, Lepore foi uma dos 38 professores de Harvard a assinar uma carta ao The Harvard Crimson defendendo o professor John Comaroff, que havia violado as políticas de conduta sexual e profissional da universidade. A carta defendia Comaroff como "um excelente colega, conselheiro e cidadão universitário comprometido" e expressava consternação por ele ter sido sancionado pela universidade. Depois que os alunos entraram com uma ação com alegações detalhadas sobre as ações de Comaroff e a falta de resposta da universidade, Lepore foi uma dos vários signatários a dizer que desejava retirar sua assinatura.

## Prêmios e homenagens
- 1998: Eleita membra da American Antiquarian Society[20]
- 1998: Prêmio Ralph Waldo Emerson da Phi Beta Kappa Society para The Name of War[10]
- Prêmio Bancroft de 1999 por The Name of War[10]
- 2014: Eleita membra da Academia Americana de Artes e Ciências[21]
- 2014: Prêmio de História Mark Lynton para Book of Ages: The Life and Opinions of Jane Franklin[22]
- 2014: Eleita para a American Philosophical Society[23]
- 2015: American History Book Prize para The Secret History of Wonder Woman[2]